# Frei Carlos
Frei Carlos ou Frei Carlos de Lisboa ( ? — 1540) é nome pelo qual ficou conhecido no mundo da arte um frade de origem flamenga, sendo filho ou neto de flamengos, mas nascido em Lisboa, e que, depois de professar em 1517 como freire da Ordem de São Jerónimo, no Convento do Espinheiro, junto a Évora, se notabilizou como pintor de retábulos e de outras obras de carácter devocional
. 

## Obras
Frei Carlos é uma das mais importantes figuras da pintura retabular peninsular das primeiras décadas do século XVI. Alguns dos grandes painéis que a sua oficina pintou para igrejas conventuais estão entre as obras mais apreciadas das colecções do Museu Nacional de Arte Antiga de Lisboa.
Relativamente ao seu trabalho, sabe-se que trabalhou também para outros conventos hieronimitas em Portugal, nomeadamente o de Belém e o de Santa Marinha da Costa, perto de Guimarães. Dada a falta de unidade técnica e estilística detectadas em pinturas saídas do Espinheiro, admite-se que, face a uma produção volumosa, Frei Carlos fosse o mestre de uma oficina que trabalharia em moldes semelhantes às de outras que funcionavam “à sombra dos mosteiros”.
A par de Francisco Henriques e do Mestre da Lourinhã, Frei Carlos é considerado um dos mais importantes pintores flamengos da pintura quinhentista em Portugal.
São-lhe reconhecidas várias obras nomeadamente um Ecce Homo, ou Senhor da Cana Verde, o Tríptico do Calvário e a Ascensão de Cristo que se encontram no Museu Nacional de Arte Antiga, em Lisboa, para além das outras que se reproduzem em Galeria.

## Galeria

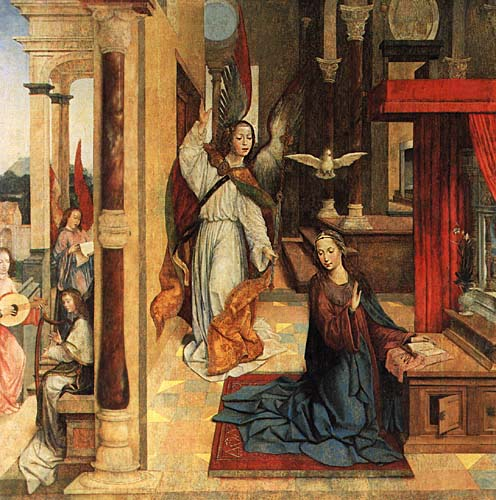
Anunciação
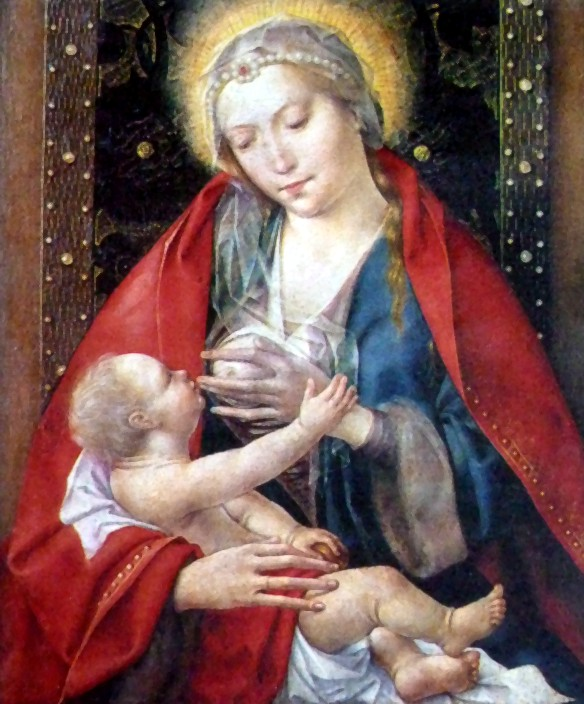
Frei Carlos - Madonna lactans
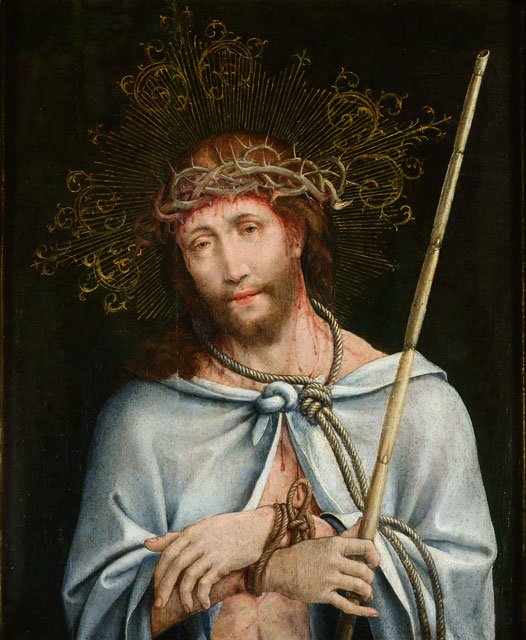
Frei Carlos - Ecce Homo (MNAA)
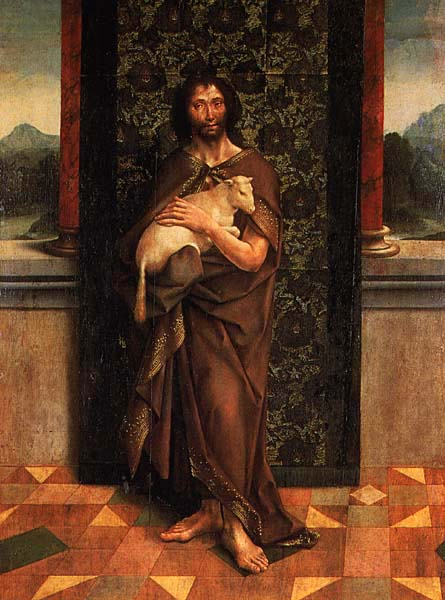
Frei Carlos - O Bom Pastor
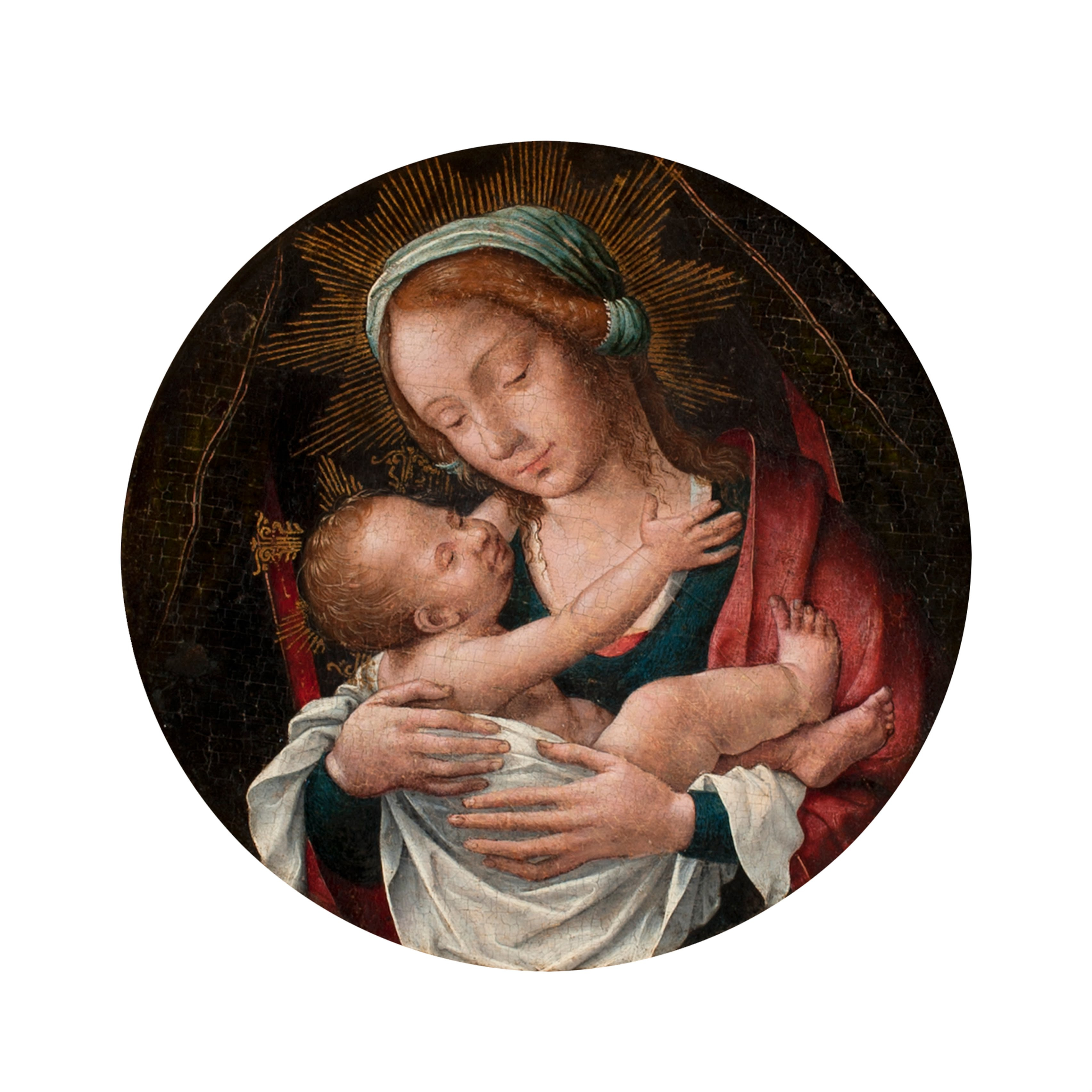
Attributed to Frei Carlos - Madonna and Child - Google Art Project
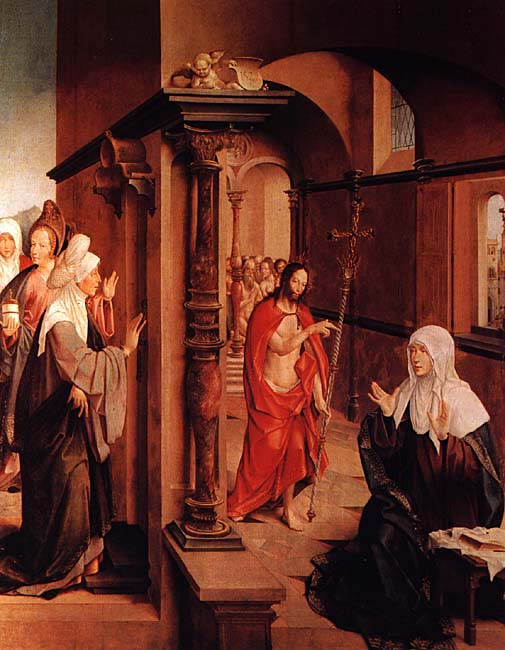
Aparição de Cristo a Nossa Senhora
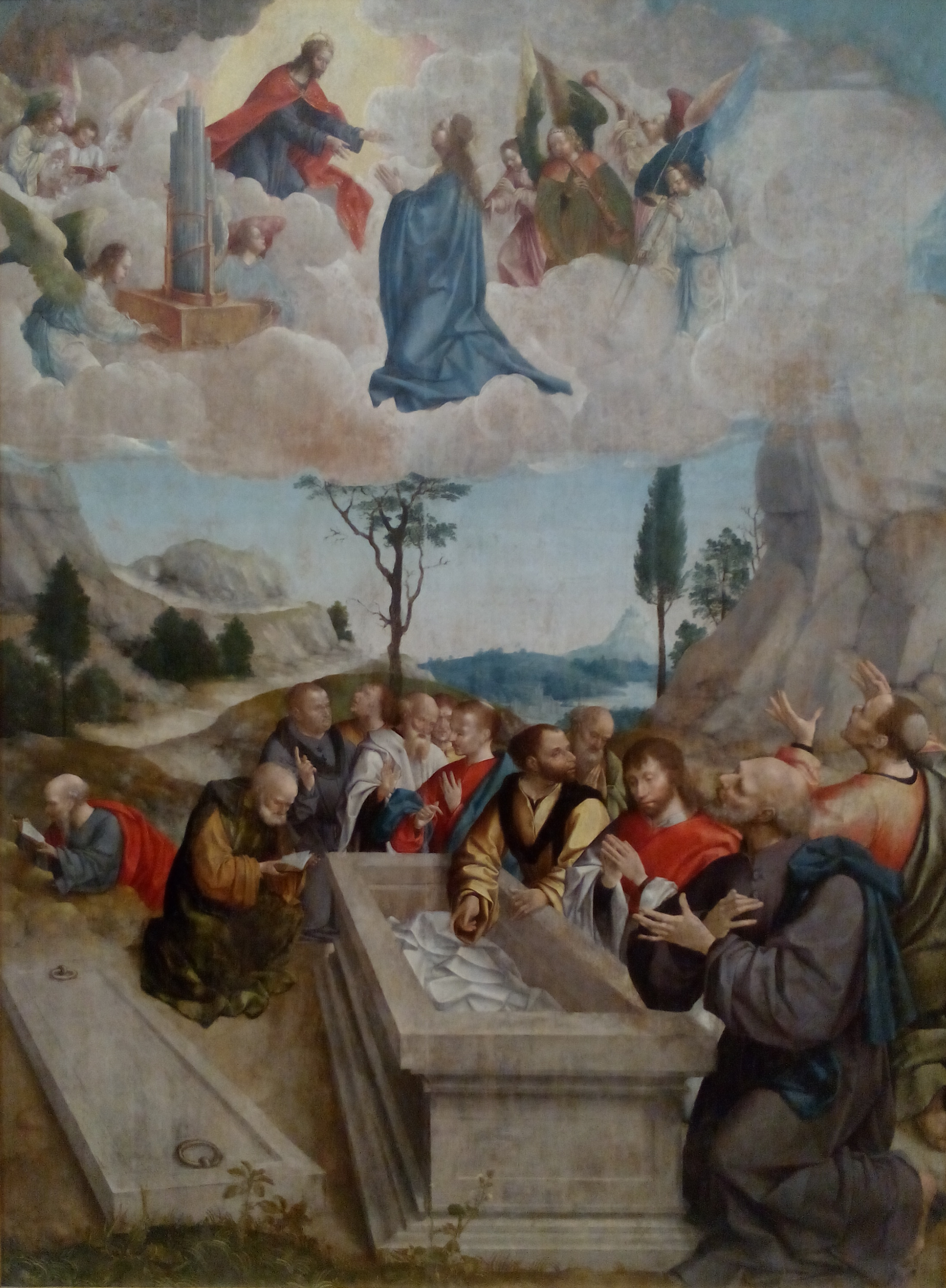
Assunção da Virgem (1520-30) - Frei Carlos (MNAA, inv. 82 Pint)
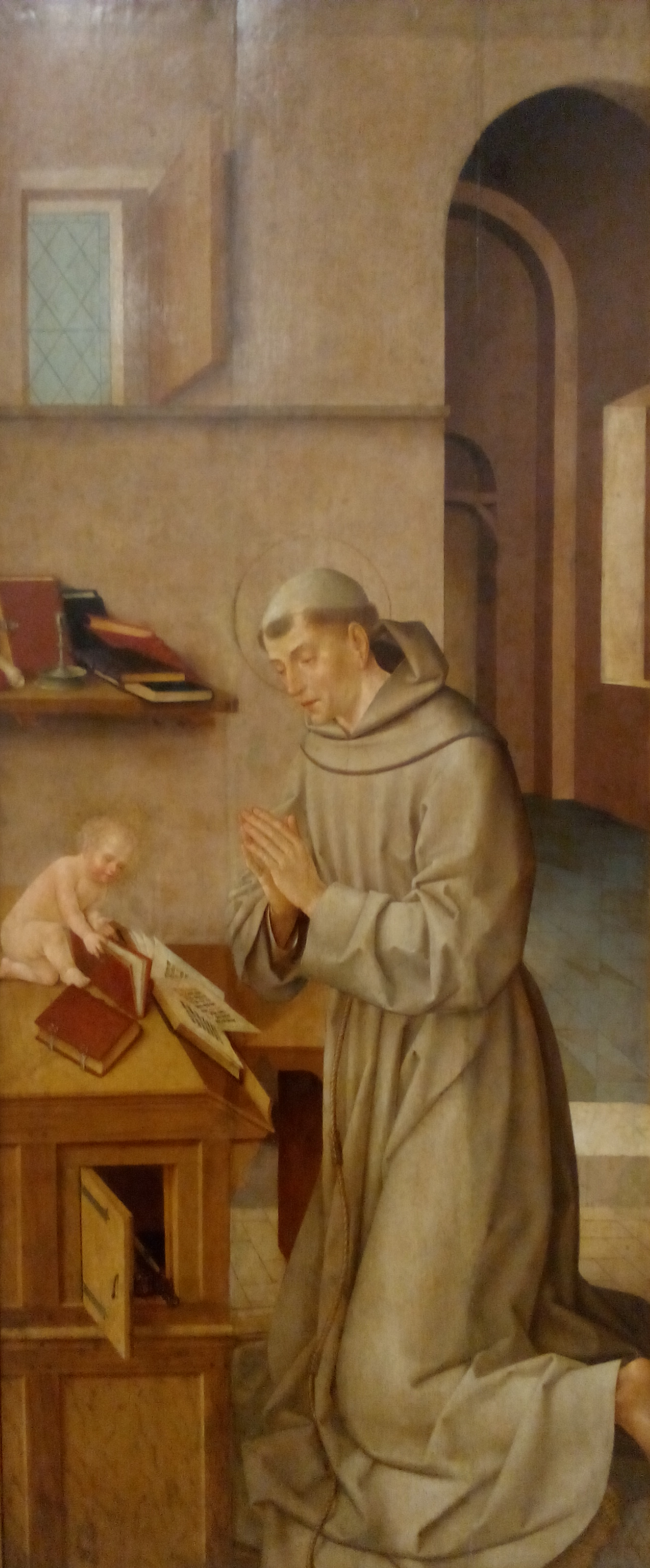
Santo António e o Menino (1520-30) - Frei Carlos (MNAA, inv. 64 Pint)
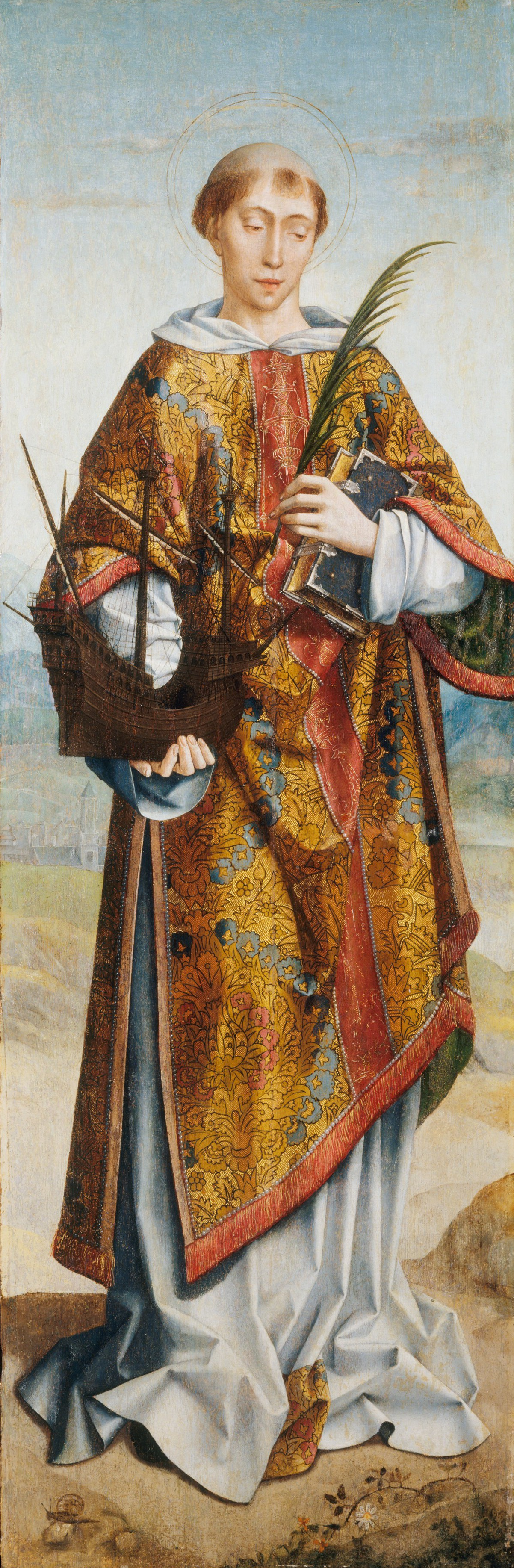
Saint Vincent, Patron Saint of Lisbon, by Frei Carlos
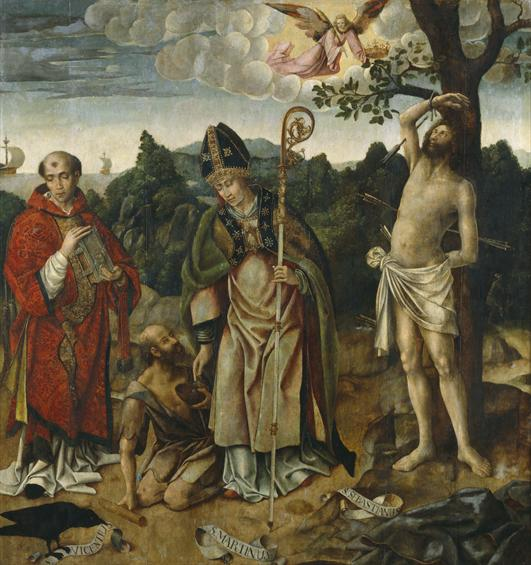
Frei Carlos - Saint Vicent, Saint Martin and Saint Sebastian (Museu de Alberto Sampaio)
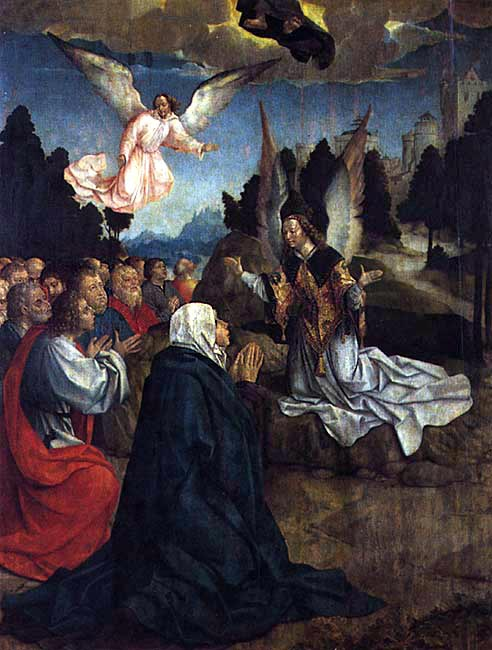
Ascensão de Cristo
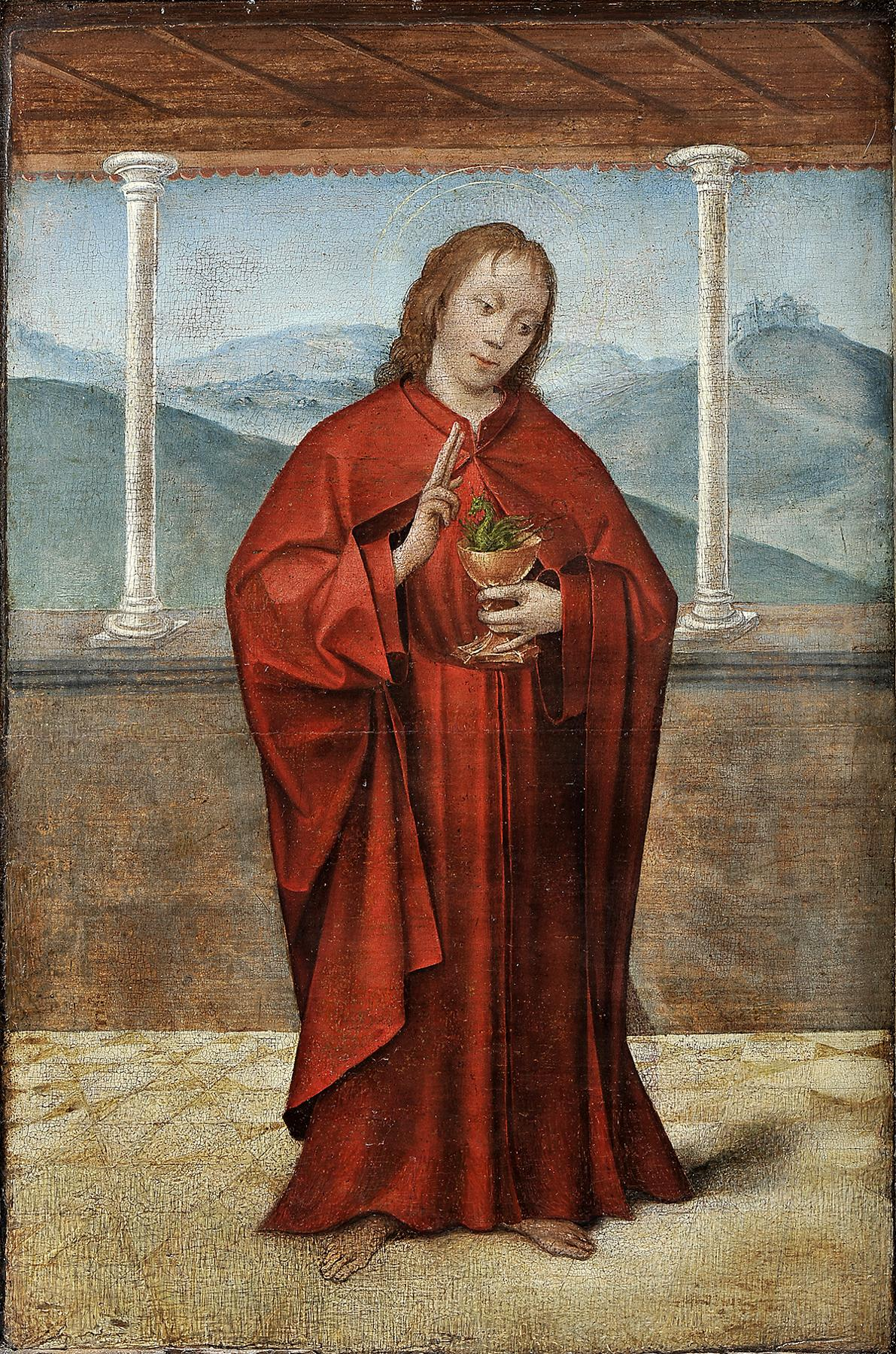
São João Evangelista